# Пшитулянка
Пшитулянка (пол. Przytulanka) — деревня в Монькском повете Подляского воеводства Польши. Входит в состав гмины Моньки. По данным переписи 2011 года, в деревне проживало 337 человек.

## География
Деревня расположена на северо-востоке Польши, на расстоянии приблизительно 5 километров к юго-востоку от города Моньки, административного центра повета. Абсолютная высота — 144 метра над уровнем моря. К западу от населённого пункта проходит национальная автодорога 65.

## История
Наиболее ранние упоминание о деревне относится к 1494 году. По состоянию на 1795 год Пшитулянка входила в состав Бельского повета Подляшского воеводства Королевства Польского.
Согласно «Указателю населенным местностям Гродненской губернии, с относящимися к ним необходимыми сведениями», в 1905 году в деревне Притулянка проживало 389 человек. В административном отношении деревня входила в состав Притулянской волости Белостокского уезда (4-го стана).

В период с 1975 по 1998 годы Пшитулянка являлась частью Белостокского воеводства.